# بهمنی (بندر لنگه)
بهمنی، روستایی در دهستان بندر چارک بخش شیبکوه شهرستان بندر لنگه در استان هرمزگان ایران است.

## جمعیت
بر پایه سرشماری عمومی نفوس و مسکن در سال ۱۳۹۵، جمعیت این روستا برابر با ۹۵ نفر (۲۸ خانوار) بوده است.